# Водна генета
Водната генета (Genetta piscivora) е вид бозайник от семейство Виверови (Viverridae).

## Разпространение и местообитание
Разпространен е в Конго.